# Ингстад, Анна Стина
Анна Стина Ингстад, урождённая Моэ (норв. Anne Stine Ingstad; 11 февраля 1918, Лиллехаммер — 6 ноября 1997, Осло) — норвежский археолог. Известна тем, что возглавляла археологические раскопки в Л’Анс-о-Медоуз на северном побережье Ньюфаундленда, где она и её муж Хельге Ингстад нашли первое известное поселение эпохи викингов на американском континенте.

## Биография
Анна Стина Моэ родилась в 1918 году в Лиллехаммере. Её родителями были юрист Эйлиф Моэ и его жена Луиза Линдеман. Ещё в детстве она прочла книгу путешественника Хельге Инстада «Pelsjegerliv» и начала переписываться с её автором. В 1936 году Анна Стина и Хельге Инстад впервые встретились, а в 1941 стали мужем и женой.
В 1960 году Анна Стина окончила университет Осло со степенью магистра в области археологии. В 1960—1961 годах она работала хранителем Norsk Skogbruksmuseum в Эльверуме. В 1960 году Хельге Ингстад, ориентируясь на описания в древних исландских и гренландских сагах, обнаружил на острове Ньюфаундленд, недалеко от деревни Л’Анс-о-Медоуз, остатки поселения, которое затем было признано первым в Северной Америке поселением викингов. Анна Стина Ингстад, принимавшая участие в экспедиции, руководила раскопками и обнаружила фундаменты построек. Это открытие обеспечило ей широкое международное признание.
За достижения в области археологии Анна Стина Ингстад получила ряд премий и наград, включая Медаль покровителей, присуждаемую Королевским географическим обществом. В 1979 году она стала почётным доктором Мемориального университета Ньюфаундленда; с 1992 года — Бергенского университета. С 1990 года она была членом Норвежской академии наук. В 1991 году Ингстад стала командором Ордена Святого Олафа.
Анна Стина Ингстад умерла в 1997 году в Осло. В 2017 году её дочь Бенедикта написала о жизни своих родителей книгу под названием «Grand Adventure: The Lives of Helge and Anne Stine Ingstad and Their Discovery of a Viking Settlement in North America».